# سليمان أحمد إغبارية
سليمان أحمد إغبارية (بالعبرية: סולימאן אחמד אגבאריה) ولد في 4 نوفمبر 1957[بحاجة لمصدر] في أم الفحم. هو الرئيس الثالث لبلدية أم الفحم بعد الشيخ رائد صلاح منذ عامي 2001 و2003. وهو أحد قيادات الحركة الإسلامية في الداخل الفلسطيني والمسؤول عن ملف القدس والأقصى.

## السيرة التعليمية والمهنية
سليمان اغبارية طبيب أسنان، وقد شغل في العام 2001 منصب رئيس البلدية بعد اعتزال الشيخ رائد صلاح العمل البلدي، كما كان مسؤولا للعلاقات الخارجية في الحركة الإسلامية قبيل حظرها عام 2015. في مايو 2017 قدمت النيابة العامة الإسرائيلية لوائح اتهام ضد إغبارية وناشطين آخرين بزعم انتمائهم إلى حركة «إرهابية» هي الحركة الإسلامية المحظورة من قبل سلطات الاحتلال. في يناير 2020 أصدرت وزارة الصحة الإسرائيلية قرارا بتعليق تعليق رخصة اغبارية لمزاولة طب الأسنان لمدة ستة أشهر، بزعم استمرار نشاطه في الحركة الإسلامية (الشمالية) المحظورة.

## محاولة لاغتياله
في كانون ثاني 2021 تعرض إغبارية في أم الفحم لإطلاق نار من قبل مجهولين أدت إلى إصابته إصابات بالغة.